# 北角協同中學

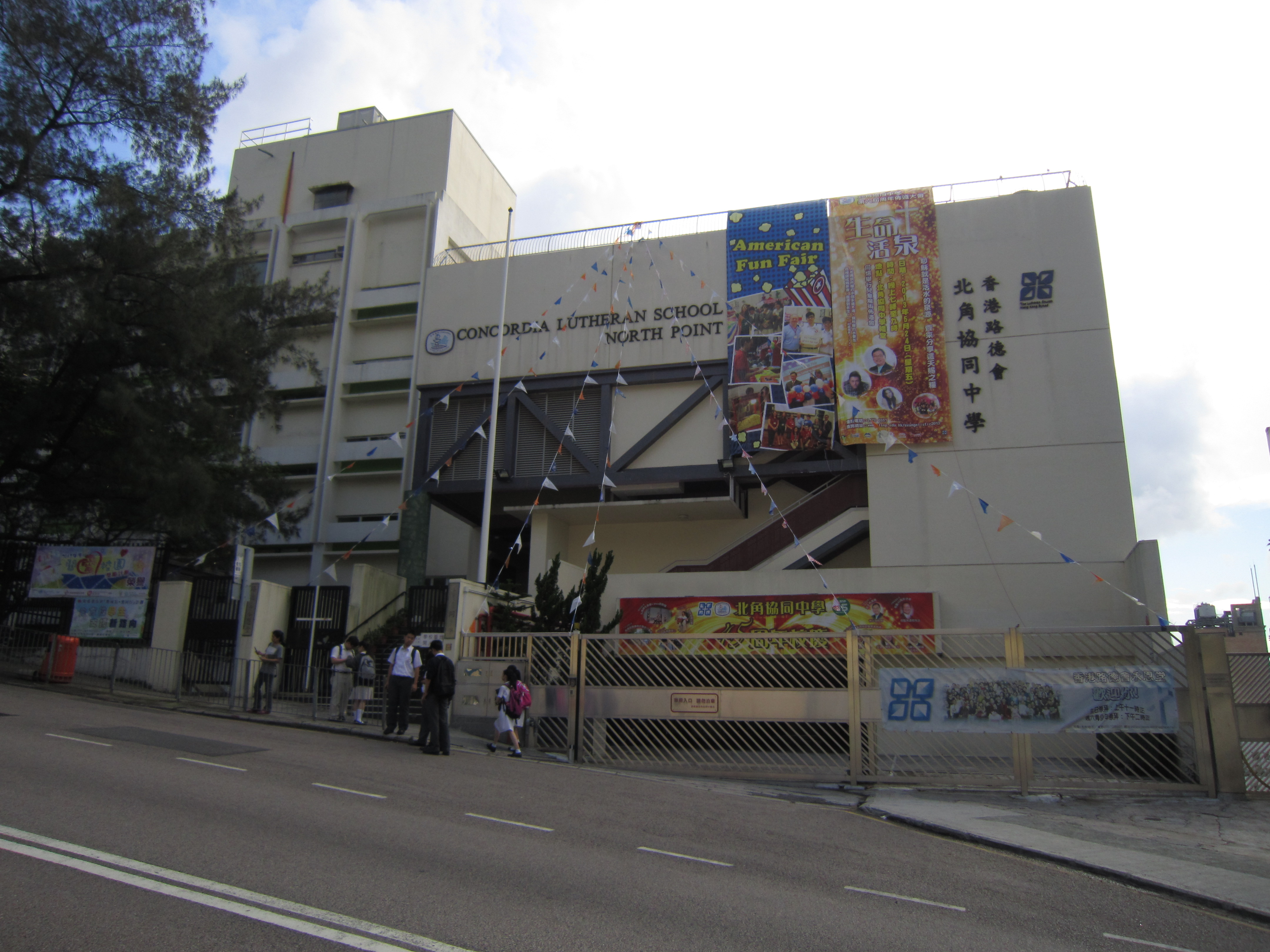
北角協同中學大門

北角協同中學（英語：Concordia Lutheran School - North Point）位於香港島北角半山雲景道20號，於1968年由香港路德會經政府資助而建立的津貼文法男女子中學。

## 學校行政
歷任校監
- 呂雅各 先生（James W. Luedtke）[1]
- 朱泰和 先生[2]
- 張寬 先生[3]
- 李偉韜 牧師[4]
- 崔崇堯 先生（？-不遲於2002年）
- 張勝球 牧師[5]（不遲於2002年-2007年）
- 朱源和 先生（2007年起，現任校監；原路德會聖腓力學校校長）

歷任校長
- 第一任：呂雅各 先生（James W. Luedtke）[1][6]（1968年-1977年）
- 第二任：楊玉華 先生（1977年-不遲於2002年）[7][8]
- 第三任：袁家榮 先生（不遲於2002年-2007年）[9]
- 第四任：李志成 先生（2007年-2019年）[10]；自明愛沙田馬登基金中學轉職）
- 第五任：梁卓勳 博士（2019年-2023年）
- 第六任：李健廉 先生（2023年-）

歷任副校長
- 張納德 牧師 (現任)
- 黃中偉 老師
- 陳穎波 老師
- 羅淑賢 老師
- 袁玉蘭 老師 (現任天主教普照中學校長)
- 李玫瑰 老師
- 李健廉 老師

## 辦學宗旨
北角協同中學致力實踐基督教全人教育，開展學生在思考、創造和自學方面等能力，培育其積極人生觀，貢獻社會。

## 歷史
北角協同中學於1968年以私立英文中學形式創立，並於1969年6月15日由路德會總會康乃樂牧師和丘恩處牧師主持獻校儀式。
1971年，此校轉為按額津貼學校，再於1982年改為津貼中學至今。
因應政府實施「母語教學」政策，而此校未達開設英文班的標準，因此自1998年起需改以中文授課至今，而校名內「英文」二字亦被刪去，免生混淆。

## 校舍
北角協同中學位於香港北角的寶馬山山腰，依山而建。校園共13層（LG1、LG2、G、M、1-9），面積6萬方呎。設施包括28間課室，1個多用途室內體育館（全港中學最大的室內體育館之一，面積最高可容納1000人）、1個多用途有蓋操場、飯堂、永恩堂和戲劇室。另外設有多媒體教室，2個電腦室，供學生上課和課後使用。自2001年開始，校方翻新所有教室，設有電腦及投影機輔助教學。

## 著名/傑出校友
演藝界
- 李麗珍（1983年中五）：藝人
- 關秀媚（1981年中三）：前藝人
- 梁釗峰：男子組合C AllStar成員
- 鄧美玲（1977年） ：粤劇名伶
- 梁耀蓮（1983年中五）：香港藝人黎耀祥經紀人及妻子[13]
- 寇鴻萍（中五）：前香港女藝人[14]
- 霍朗齊：香港音樂創作人
- 張彥博：香港歌手，無綫電視演員
- 關禮琛：香港樂隊Zen成員
- 李居明（1972年中五）：香港堪輿學家及粵劇編劇[15]

教育界
- 梁紀昌（1972年中五）：香港鮮魚行學校退休校長[15][16]
- 羅厚輝：香港教育大學課程與教學系教授
- 李志誠：傳承學院院長、青年夢想實踐家協會共同創辦人

商界、政界、傳媒界
- 蘇錦樑，GBS，JP（中四）：前商務及經濟發展局局長[17]
- 劉倩：環球集團行政總裁及執行董事
- 龍炳基：前香港電視兒童節目《430穿梭機》主持與前路訊通助理傳訊總監

其他界別
- 李嘉維：香港空手道代表隊運動員[18]
- 李偉志：香港空手道代表隊運動員
- 林章偉：香港復康力量會長、1996十大傑青
- 周凱盈：前香港少女模特兒[19][20][21][22]

## 外部連結
- 路德會北角協同中學（页面存档备份，存于）
- 30中學維園擺檔學營銷[永久]
- LifeinHK:北角協同中學資料（页面存档备份，存于）